# Szorstkogrzbiet
Szorstkogrzbiet (Notocitellus) – rodzaj ssaków z podrodziny afrowiórek (Xerinae) w obrębie rodziny wiewiórkowatych (Sciuridae). 

## Rozmieszczenie geograficzne
Rodzaj obejmuje gatunki występujące endemicznie w Meksyku.

## Morfologia
Długość ciała (bez ogona) samic 168,3–219,3 mm, samców 175,5–221,2 mm, długość ogona samic 131,9–207,6 mm, samców 150,2–215,2 mm; masa ciała 163–387 g.

## Systematyka
Rodzaj zdefiniował w 1938 roku amerykański teriolog i ornitolog Arthur Holmes Howell w artykule zatytułowanym Ponowne omówienie północnoamerykańskich wiewiórek naziemnych; z klasyfikacją północnoamerykańskich Sciuridae, opublikowanym w czasopiśmie „North American Fauna”. Gatunkiem typowym jest (oryginalne oznaczenie) szorstkogrzbiet obrączkowy (N. annulatus). 

### Etymologia
Notocitellus: gr. νοτος notos ‘południe’; rodzaj Citellus Oken, 1816 (suseł).

### Podział systematyczny
Obydwa gatunki zostały wyodrębnione z rodzaju Spermophilus na podstawie badań filogenetycznych z wykorzystaniem mitochondrialnego genu cytochromu b.
| Grafika | Gatunek                | Autor i rok opisu         | Nazwa zwyczajowa           | Podgatunki   | Rozmieszczenie geograficzne | Podstawowe wymiary                            | Status IUCN |
| ------- | ---------------------- | ------------------------- | -------------------------- | ------------ | --- | --------------------------------------------- | ----------- |
|         | Notocitellus adocetus  | (C.H. Merriam, 1903)      | szorstkogrzbiet tropikalny | 2 podgatunki | od południowo-zachodniego Jalisco przez Michoacán do północnego Guerrero i południowego Meksyku; zakres wysokości: około 1200 m n.p.m. | DC: 16,8–17,5 cm DO: 13,2–15 cm MC: 163–250 g | LC          |
|         | Notocitellus annulatus | (Audubon & Bachman, 1842) | szorstkogrzbiet obrączkowy | 2 podgatunki | południowo-zachodni Nayarit przez Jalisco do zachodniego Guerrero; zakres wysokości: 0–1200 m n.p.m.                                   | DC: około 22 cm DO: około 21 cm MC: 361–387 g | LC          |

Kategorie IUCN:  LC  – gatunek najmniejszej troski.